# Banghwa-dong
Banghwa-dong (koreanska: 방화동) är en stadsdel i stadsdistriktet Gangseo-gu i Sydkoreas huvudstad Seoul.
Administrativt är Banghwa-dong indelat i:
| Namn    | Namn                | Yta km² | Invånare 31 dec 2020 |
| ------- | ------------------- | ------- | -------------------- |
| 방화1동 | Banghwa 1(il)-dong  | 1,48    | 44 550               |
| 방화2동 | Banghwa 2(i)-dong   | 6,41    | 23 442               |
| 방화3동 | Banghwa 3(sam)-dong | 2,55    | 23 577               |